# インディヴィジュアル・ソート・パターンズ
『インディヴィジュアル・ソート・パターンズ』 (Individual Thought Patterns) は、アメリカ合衆国のデスメタル・バンド、デスが1993年に発表した5作目のスタジオ・アルバム。

## 背景
前スタジオ・アルバム『ヒューマン』（1991年）にも参加したスティーヴ・ディジョルジオに加え、キング・ダイアモンドのギタリストとして知られるアンディ・ラ・ロックと、ダーク・エンジェルのドラマーとして知られるジーン・ホグランが起用された。ただし、ディジョルジオが2014年に語ったところによれば、ラ・ロックはリズム・トラックの録音に参加しておらず、ソロも全曲で弾いたわけではないという。そして、ラ・ロックは本作リリースに伴うツアーには参加せず、アメリカ・ツアーではラルフ・サントーラ、ヨーロッパ・ツアーではフォビドゥンのクレイグ・ロシセーロが代役を務めた。なお、本作でリズム・セクションを務めたディジョルジオとホグランは、いずれも後にテスタメントに加入している。

## 反響・評価
バンドの母国アメリカでは、総合アルバム・チャートのBillboard 200入りは果たせなかったが、『ビルボード』のトップ・ヒートシーカーズでは30位を記録した。オランダでは1993年7月24日付のアルバム・チャートで初登場98位となり、3週チャート入りして最高86位を記録した。
スティーヴ・ヒューイはオールミュージックにおいて5点満点中4.5点を付け「『インディヴィジュアル・ソート・パターンズ』は、デスというバンドがデスメタルの創始者の一つというだけでなく、最も創造的で、音楽的に熟達しており、聴きやすいバンドの一つであるという評価も強固にした」と評している。Metal-Rules.comが2003年に選出した「トップ50エクストリーム・メタル・アルバム」では11位にランク・イン。

## 収録曲
全曲ともチャック・シュルディナー作。
1. オーヴァーアクティヴ・イマジネーション "Overactive Imagination" – 3:30
2. イン・ヒューマン・フォーム "In Human Form" – 3:56
3. ジェラシー "Jealousy" – 3:40
4. トラップド・イン・ア・コーナー "Trapped in a Corner" – 4:13
5. ナッシング・イズ・エヴリシング "Nothing Is Everything" – 3:18
6. メンタリー・ブラインド "Mentally Blind" – 4:47
7. インディヴィジュアル・ソート・パターンズ "Individual Thought Patterns" – 4:00
8. デスティニー "Destiny" – 4:05
9. アウト・オブ・タッチ "Out of Touch" – 4:21
10. ザ・フィロソファー "The Philosopher" – 4:11

## 参加ミュージシャン
- チャック・シュルディナー - ボーカル、ギター
- アンディ・ラ・ロック - ギター
- スティーヴ・ディジョルジオ - ベース
- ジーン・ホグラン - ドラムス